# Ilz (Austria)
Ilz è un comune austriaco di 3 703 abitanti nel distretto di Hartberg-Fürstenfeld, in Stiria; ha lo status di comune mercato (Marktgemeinde). Il 1º gennaio 2015 ha inglobato il comune soppresso di Nestelbach im Ilztal.